# 독일 올해의 축구 선수
독일 올해의 축구 선수(독일어: Fußballer des Jahres)는 1960년부터 수상한 축구 상이다. 1996년에 올해의 여자 축구 선수도 선정하기 시작하였다. 두 상 모두 독일 축구 기자들과 독일 스포츠 기자 협회(독일어: Verband der Deutschen Sportjournalisten)의 투표와 축구 잡지 《키커 슈포어트마가친》에 의해 결정된다. 이 상의 수상 자격이 있는 선수들은 국내외에서 활동하는 독일 선수들이나 독일에서 활동하는 선수들이다.

## 독일 / 서독 올해의 남자 축구 선수
| 연도 | 선수                          | 소속팀           |
| ---- | ----------------------------- | ---------------- |
| 1960 | 우베 젤러                     | 함부르크         |
| 1961 | 막스 모를로크                 | 뉘른베르크       |
| 1962 | 카를하인츠 슈넬링거           | 쾰른             |
| 1963 | 한스 셰퍼                     | 쾰른             |
| 1964 | 우베 젤러                     | 함부르크         |
| 1965 | 한스 틸코프스키               | 도르트문트       |
| 1966 | 프란츠 베켄바워               | 바이에른 뮌헨    |
| 1967 | 게르트 뮐러                   | 바이에른 뮌헨    |
| 1968 | 프란츠 베켄바워               | 바이에른 뮌헨    |
| 1969 | 게르트 뮐러                   | 바이에른 뮌헨    |
| 1970 | 우베 젤러                     | 함부르크         |
| 1971 | 베르티 포크츠                 | 묀헨글라트바흐   |
| 1972 | 귄터 네처                     | 묀헨글라트바흐   |
| 1973 | 귄터 네처                     | 묀헨글라트바흐   |
| 1974 | 프란츠 베켄바워               | 바이에른 뮌헨    |
| 1975 | 제프 마이어                   | 바이에른 뮌헨    |
| 1976 | 프란츠 베켄바워               | 바이에른 뮌헨    |
| 1977 | 제프 마이어                   | 바이에른 뮌헨    |
| 1978 | 제프 마이어                   | 바이에른 뮌헨    |
| 1979 | 베르티 포크츠                 | 묀헨글라트바흐   |
| 1980 | 카를하인츠 루메니게           | 바이에른 뮌헨    |
| 1981 | 파울 브라이트너               | 바이에른 뮌헨    |
| 1982 | 카를하인츠 푀르슈터           | 슈투트가르트     |
| 1983 | 루디 푈러                     | 베르더 브레멘    |
| 1984 | 하랄트 슈마허                 | 쾰른             |
| 1985 | 한스페터 브리겔               | 엘라스 베로나    |
| 1986 | 하랄트 슈마허                 | 쾰른             |
| 1987 | 우베 란                       | 묀헨글라트바흐   |
| 1988 | 위르겐 클린스만               | 슈투트가르트     |
| 1989 | 토마스 헤슬러                 | 쾰른             |
| 1990 | 로타어 마테우스               | 인테르나치오날레 |
| 1991 | 슈테판 쿤츠                   | 카이저슬라우테른 |
| 1992 | 토마스 헤슬러                 | 로마             |
| 1993 | 안드레아스 쾨프케             | 뉘른베르크       |
| 1994 | 위르겐 클린스만               | 모나코           |
| 1995 | 마티아스 자머                 | 도르트문트       |
| 1996 | 마티아스 자머                 | 도르트문트       |
| 1997 | 위르겐 콜러                   | 도르트문트       |
| 1998 | 올리버 비어호프               | 우디네세         |
| 1999 | 로타어 마테우스               | 바이에른 뮌헨    |
| 2000 | 올리버 칸                     | 바이에른 뮌헨    |
| 2001 | 올리버 칸                     | 바이에른 뮌헨    |
| 2002 | 미하엘 발라크                 | 레버쿠젠         |
| 2003 | 미하엘 발라크                 | 바이에른 뮌헨    |
| 2004 | 아이우통 곤사우베스 다 시우바 | 베르더 브레멘    |
| 2005 | 미하엘 발라크                 | 바이에른 뮌헨    |
| 2006 | 미로슬라프 클로제             | 베르더 브레멘    |
| 2007 | 마리오 고메스                 | 슈투트가르트     |
| 2008 | 프랑크 리베리                 | 바이에른 뮌헨    |
| 2009 | 그라피치                      | 볼프스부르크     |
| 2010 | 아르연 로번                   | 바이에른 뮌헨    |
| 2011 | 마누엘 노이어                 | 샬케 04          |
| 2012 | 마르코 로이스                 | 묀헨글라트바흐   |
| 2013 | 바스티안 슈바인슈타이거       | 바이에른 뮌헨    |
| 2014 | 마누엘 노이어                 | 바이에른 뮌헨    |
| 2015 | 케빈 더 브라위너              | 볼프스부르크     |
| 2016 | 제롬 보아텡                   | 바이에른 뮌헨    |
| 2017 | 필리프 람                     | 바이에른 뮌헨    |
| 2018 | 토니 크로스                   | 레알 마드리드    |
| 2019 | 마르코 로이스                 | 도르트문트       |
| 2020 | 로베르트 레반도프스키         | 바이에른 뮌헨    |
| 2021 | 로베르트 레반도프스키         | 바이에른 뮌헨    |
| 2022 | 크리스토페르 은쿤쿠           | 라이프치히       |

## 동독 올해의 축구 선수
이 상은 1963년부터 1991년까지 주간 축구 소식 (독일어: Die Neue Fußballwoche) 언론에 의해 선정되었다.
| 연도 | 선수                  | 소속팀                      |
| ---- | --------------------- | --------------------------- |
| 1963 | 만프레트 카이저       | 비스무트 카를마르크스슈타트 |
| 1964 | 클라우스 우어반치크   | 헤미 할레                   |
| 1965 | 호어스트 바이강       | 라이프치히                  |
| 1966 | 위어겐 뇔트너         | 포베어츠 베를린             |
| 1967 | 디터 에얼러           | 카를마흐크스슈타트          |
| 1968 | 베언트 브란쉬         | 할레셔 헤미                 |
| 1969 | 에베어하어트 포겔     | 카를마르크스슈타트          |
| 1970 | 롤란트 두케           | 카를차이스 예나             |
| 1971 | 페터 두케             | 카를차이스 예나             |
| 1972 | 위어겐 크로이         | 자히젠링 츠비카우           |
| 1973 | 한스위르겐 크라이셰   | 디나모 드레스덴             |
| 1974 | 베언트 브란쉬         | 카를차이스 예나             |
| 1975 | 위어겐 포머렌케       | 마그데부르크                |
| 1976 | 위르겐 크로이         | 자히젠링 츠비카우           |
| 1977 | 한스위르겐 되르너     | 디나모 드레스덴             |
| 1978 | 위르겐 크로이         | 자히젠링 츠비카우           |
| 1979 | 요아힘 슈트라이히     | 마그데부르크                |
| 1980 | 한스울리히 그라펜틴   | 카를차이스 예나             |
| 1981 | 한스울리히 그라펜틴   | 카를차이스 예나             |
| 1982 | 뤼디거 슈누파제       | 카를차이스 예나             |
| 1983 | 요아힘 슈트라이히     | 마그데부르크                |
| 1984 | 한스위르겐 되르너     | 디나모 드레스덴             |
| 1985 | 한스위르겐 되르너     | 디나모 드레스덴             |
| 1986 | 레네 뮐러             | 라이프치히                  |
| 1987 | 레네 뮐러             | 라이프치히                  |
| 1988 | 안드레아스 톰         | 베를리너 디나모             |
| 1989 | 안드레아스 트라우트만 | 디나모 드레스덴             |
| 1990 | 울프 키르스텐         | 디나모 드레스덴             |
| 1991 | 토르스텐 귀초브       | 디나모 드레스덴             |

## 같이 보기
- 독일 올해의 축구 감독
- 독일 올해의 스포츠인
- 독일 올해의 배구 선수